# Diana Quick
Diana Marilyn Quick, född 23 november 1946 i London, är en brittisk skådespelare. Hon spelade rollen som Julia Flyte i TV-serien En förlorad värld från 1981.

## Filmografi (urval)
- 1971 – Nikolaus och Alexandra
- 1977 – Duellanterna
- 1978 – The Odd Job
- 1978 – The Big Sleep
- 1981 – En förlorad värld (TV-serie)
- 1983 – Fantomen på Operan
- 1984 – Dödligt alibi
- 1989 – Wilt
- 2000 – Saving Grace
- 2001 – Farlig intrig
- 2001 – The Discovery of Heaven
- 2002 – Revengers Tragedy